# صديقة حياتي
صديقة حياتي (1949 - 14 مايو 2023) هي مقدمة برامج إذاعية مصرية.

## حياتها[8]
ولدت بالقاهرة سنة 1949، ألتحقت بكلية الآداب جامعة القاهرة، والدة مطرب الراب الشهير أبيوسف.

## مسيرتها
- منذ التحاقها بالعمل في الإذاعة المصرية[17]، أكملت مسيرة حافلة استمرت لأكثر من خمسين سنة[18]، حيث تنقلت بين الإذاعات المصرية[19]، واستقرت في إذاعة الشرق الأوسط[20]، بعد جولات في أكثر من إذاعة مصرية وعربية.[21][22]
- قدمت الإذاعية الراحلة برنامجا تليفزيونيا[23] كان يناقش القضايا الاجتماعية المتعلقة بالمرأة المصرية والعربية[24]، كما أنها أسهمت في تأسيس إحدى الإذاعات في اليابان[25]، باعتبارها إحدى أهم الإذاعيات في الشرق الأوسط.[26][27]
- عملت لسنوات طويلة في إذاعة الشرق الأوسط.[26][28][29]
- قدمت الإعلامية والإذاعية صديقة حياتي مجموعة من البرامج الإذاعية.[30][31]
- عملت صديّقة حياتي في عدد من الدول العربية الأخرى.[32][33]
- تولت إحدى الإدارات في شبكة قنوات روتان السعودية.[34][35]
- عرفت صدّيقة حياتي طوال مسيرتها بمساعدة الغير[36]، خاصة الإذاعيين في بداية مشوارهم، بينهم ابنة الفنان الراحل سعيد صالح[37]، ومقدم البرامج يوسف الحسيني.[38][39][40]

## وفاتها
نعتها الهيئة الوطنية للإعلام بعدما توفيت 14 مايو 2023 بالقاهرة.